# Correos de Costa Rica
Correos de Costa Rica es el servicio postal nacional de Costa Rica.

## Historia
El establecimiento de Correos de Costa Rica cobra impulso con la constitución de Costa Rica de 1824, que ordena que el Congreso de la República debe abrir caminos y llevar correo. El 10 de diciembre de 1839 mediante decreto del gobierno se redacta el primer reglamento del correo y se crea “Servicio Nacional de Correos”.
La primera emisión de sellos postales se realizó en 1862, un año después Costa Rica asiste al Congreso Postal en París, siendo el único país latinoamericano que asistió a dicho evento. En agosto de 1883 Costa Rica se suscribe a la Unión Postal Universal. En 1922 el país se une a la Unión Postal Panamericana, integrada por España, Portugal, y varios países de América Latina.
El 23 de marzo de 1868, durante el gobierno de Jesús Jiménez Zamora, se suscribe un contrato entre la Secretaría de Fomento y Lyman Reynold con la intención de establecer una conexión telegráfica en Cartago, San José, Heredia, Alajuela y Puntarenas. Este proyecto fue concluido por el gobierno en 1869, debido a la renuncia del contratista. La telegrafía basada en el sistema Morse dejó de funcionar en 1970 y fue sustituida por el sistema de teleimpresora o télex .
La Ley 7768, del 24 de abril de 1998, transformó la institución en lo que hoy se conoce como Correos de Costa Rica SA, una empresa pública estructurada como una empresa con fines de lucro, independiente del gobierno central.

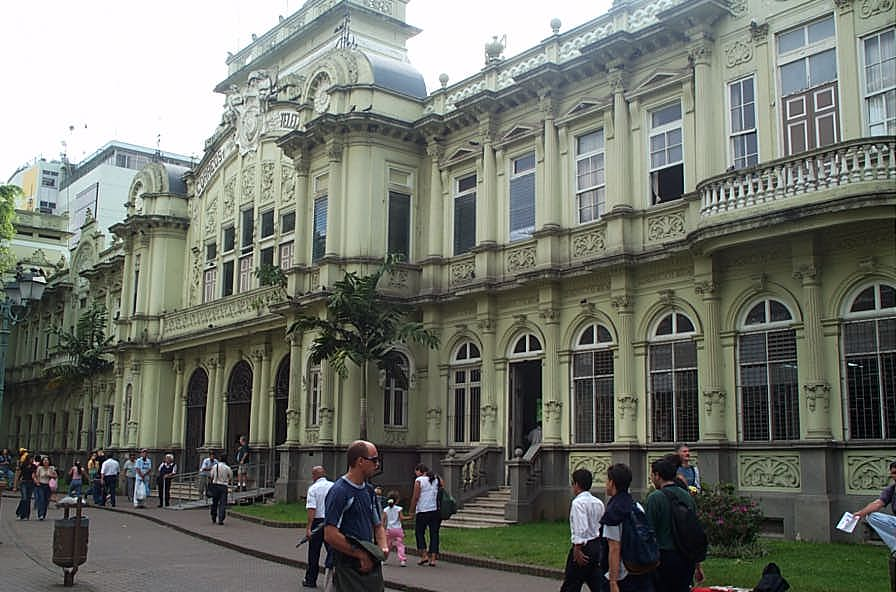
Edificio de Correos en San José

El edificio central de Correos de Costa Rica, fue construido en 1917. Fue construido por The English Construction CO Ltda. Fue declarado Edificio de Valor Histórico el 14 de octubre de 1980. También alberga el Museo Filatélico de Costa Rica.

## Diversificación
En la década de 2010, la empresa diversificó su oferta con la introducción del servicio de transporte de carga "Box-Correos", que asiste a los costarricenses que desean comprar en línea con una dirección virtual en los Estados Unidos. También facilita diversos servicios gubernamentales como la entrega de pasaportes y certificaciones de propiedad.
Se inició el servicio de trámites del estado en algunas sucursales como, pasaportes y gestión de visas. Además de la tramitologia de visas americanas. 
En el año 2018 se inició la operación del sistema smartlocker conocido como API. Construido íntegramente por la empresa postal. La red tiene 173 ubicaciones en el área metropolitana de Costa Rica. 

Se inició la operación de 24 sistemas de recepción de correspondencia conocidos como buzones de autoservicio.